# Lista de países por mercados automotivos
Esta é uma lista de países ordenada pelos maiores mercados automotivos do mundo. A lista apresenta a quantidade de carros novos vendidos anualmente em cada país, sejam eles importados ou não.
| Rank | Country/Region | 2012       | 2011       | 2010       |
| ---- | -------------- | ---------- | ---------- | ---------- |
| 01   | China          | 19,306,400 | 18,900,000 | 18,000,000 |
| 02   | Estados Unidos | 14,491,873 | 12,778,171 | 11,558,783 |
| 03   | Japão          | 5,670,315  | 4,416,077  | 5,138,218  |
| 04   | Brasil         | 3,634,421  | 3,425,596  | 3,328,950  |
| 05   | Alemanha       | 3,082,504  | 3,173,634  | 2,916,260  |
| 06   | Rússia         | 2,935,111  | 2,653,408  | 1,912,794  |
| 07   | Índia          | 2,654,835  | 2,309,874  | 2,062,000  |
| 08   | Reino Unido    | 2,044,609  | 1,941,253  | 2,030,846  |
| 09   | França         | 1,898,872  | 2,204,065  | 2,251,736  |
| 10   | Canadá         | 1,677,000  | 1,581,733  | 1,554,700  |
| 11   | Coreia do Sul  | 1,522,000  | 1,589,119  | 1,600,000  |
| 12   | Tailândia      | 1,436,355  | 792,000    | 800,000    |
| 13   | Itália         | 1,410,824  | 1,757,649  | 1,974,026  |
| 14   | Indonésia      | 1,116,224  | 894,180    | 764,710    |
| 15   | Austrália      | 1,102,032  | 1,008,437  | 1,035,574  |
| 16   | México         | 987,747    | 905,888    | 820,406    |
| 17   | Irã            | 902,031    | 1,414,000  | 1,331,000  |
| 18   | Argentina      | 840,679    | 857,983    | 662,591    |
| 19   | Turquia        | 777,761    | 864,439    | 760,930    |
| 20   | Arábia Saudita | 704,214    | 594,299    | N/A        |
| 21   | Espanha        | N/A        | 809,948    | 982,015    |